# Attikatti, Mundargi
Attikatti là một làng thuộc tehsil Mundargi, huyện Gadag, bang Karnataka, Ấn Độ.